# Madonna del Fanciullo
La Madonna del Fanciullo è un affresco del 1459 firmato da Bartolomeo Caporali ed è ubicato nella Chiesa della Madonna del Fanciullo di Fanciullatta in località di Deruta.

## Storia
L'opera fu commissionata da Ranuccio di Andrea Baglioni, come testimonia una scritta presente nella parte inferiore dell'affresco.

## Descrizione
Il dipinto raffigura la Madonna col Bambino, circondati da sei angeli musicanti; ai lati sono presenti sant'Antonio Abate e san Giacomo apostolo, san Bernardino da Siena e san Sebastiano. L'affresco è completato in alto dalla scena dell'Annunciazione, di cui è  visibile solo l'immagine della Vergine in ginocchio.

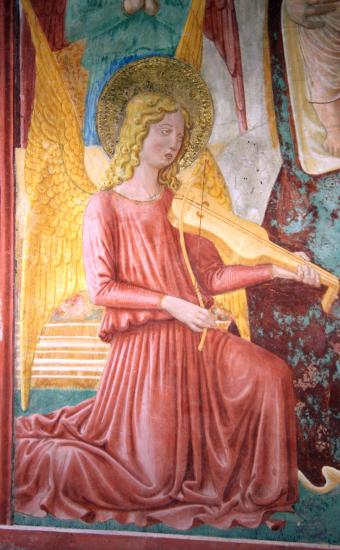
Un particolare di un angelo musicante.
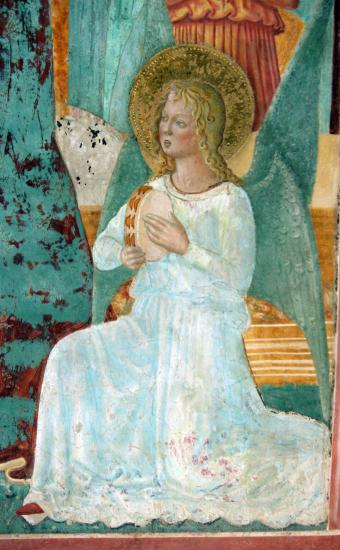
Un particolare di un altro angelo musicante.
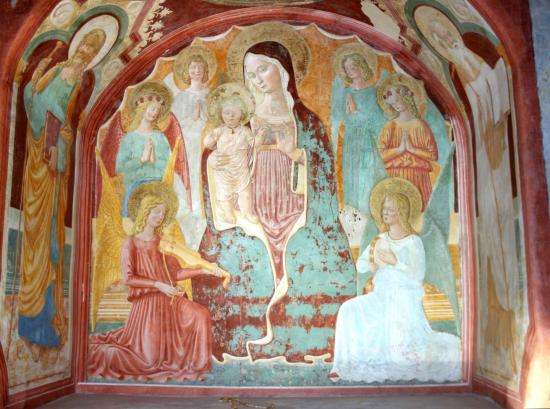
La Madonna del Fanciullo  detta anche di Ranuccio o dei Ranucci.